# (35660) 1998 QS38
1998 QS38 (asteroide 35660) é um asteroide da cintura principal. Possui uma excentricidade de 0.21070890 e uma inclinação de 13.42771º.
Este asteroide foi descoberto no dia 17 de agosto de 1998 por LINEAR em Socorro.